# Mazières-en-Mauges
Mazières-en-Mauges település Franciaországban, Maine-et-Loire megyében. Lakosainak száma 1257 fő (2022. január 1.). Mazières-en-Mauges Cholet, Maulévrier, Nuaillé és Toutlemonde községekkel határos.

## Népesség
A település népességének változása:
| Lakosok száma | 405  | 698  | 836  | 963  | 1055 | 1131 | 1177 | 1256 | 1265 | 1257 |
|               | 1968 | 1982 | 1990 | 2006 | 2013 | 2015 | 2017 | 2019 | 2020 | 2022 |